# Jerzy Seidler
Jerzy Antoni Seidler (ur. 6 września 1927 we Lwowie, zm. 12 października 2017 w Salzburgu) – polski profesor nauk technicznych, inżynier. Specjalizował się w zagadnieniach z zakresu automatyki, telekomunikacji, elektroniki i informatyki.

## Życiorys
Urodził się w rodzinie Henryka (1898–1956), doktora nauk prawnych, adwokata, żołnierza AK, nauczyciela , i Janiny z domu Haczewskiej (1904–1980), nauczycielki języka polskiego.
W 1942 absolwent tajnego nauczania w gimnazjum w Piotrkowie i w 1944 Prywatnego Liceum typu matematyczno-fizycznego Stowarzyszenia Oświatowego Nauczycieli Byłych Szkół im. Ludwika Lorentza w Warszawie. Podczas powstania warszawskiego, we wrześniu 1944, wywieziony do obozu przejściowego w Pruszkowie, z którego zbiegł w grudniu tego roku.
Po wojnie do 1948 studiował matematykę na Wydziale Matematyczno-Przyrodniczym na Uniwersytecie Poznańskim, uzyskując tytuł magistra filozofii w zakresie matematyki. W latach 1948–1950 był członkiem Bratniej Pomocy Studentów PG, 1950–1952 działał w Zrzeszeniu Studentów Polskich. W 1952 ukończył studia na Wydziale Elektrycznym Politechniki Gdańskiej jako magister inżynier elektryk (specjalność radiotechnika).
W latach 1952–1955 odbył studia doktoranckie. Od 1955 doktor (w Instytucie Podstawowych Problemów Techniki Polskiej Akademii Nauk), od 1957 na stanowisku docenta, od 1963 profesora nadzwyczajnego (tytularnego), w 1969 profesora nauk technicznych.
W latach 1948–1952, 1955–1977 i 1983–1985 pracował w PG. W 1956 zorganizował Katedrę Podstaw Telekomunikacji na Wydziale Łączności, a następnie kierował nią do 1965, w latach 1964–1966 pełnił funkcję dziekana Wydziału Łączności, 1966–1970 był kierownikiem Katedry Teorii Sterowania i Informacji na Wydziale Łączności (od 1967 na Wydziale Elektroniki), 1969–1971 dyrektorem Instytutu Cybernetyki Technicznej na Wydziale Elektroniki.
W latach 1955–1962 pracował w Instytucie Automatyki PAN, 1959–1960 na University of Birmingham, w 1969–1970 w Uniwersytecie Hawajskim w Honolulu (USA), w 1977–1995 w Instytucie Podstaw Informatyki PAN, gdzie od 1984 do 1986 był przewodniczącym Rady Naukowej. Od 1995 na emeryturze. W latach 1995–2009 pracował w Wyższej Szkole Informatyki i Zarządzania w Rzeszowie, 2010–2017 w Fachhochschule w Salzburgu.
Od 1969 roku był członkiem korespondentem krajowym Polskiej Akademii Nauk, członek rzeczywisty tej instytucji od 1983 roku. Był również członkiem–seniorem Instytutu Inżynierów Elektryków i Elektroników.
Nagrodzony tytułem doktora honoris causa Akademii Górniczo-Hutniczej im. Stanisława Staszica w Krakowie za całokształt osiągnięć w dziedzinie systemów informatycznych, a w szczególności za stworzenie Polskiej Szkoły Systemów Teleinformatycznych oraz wybitny wkład w rozwój kadr naukowych
Zmarł w Salzburgu, pochowany na cmentarzu Srebrzysko w Gdańsku (rejon IX, kwatera profesorów).

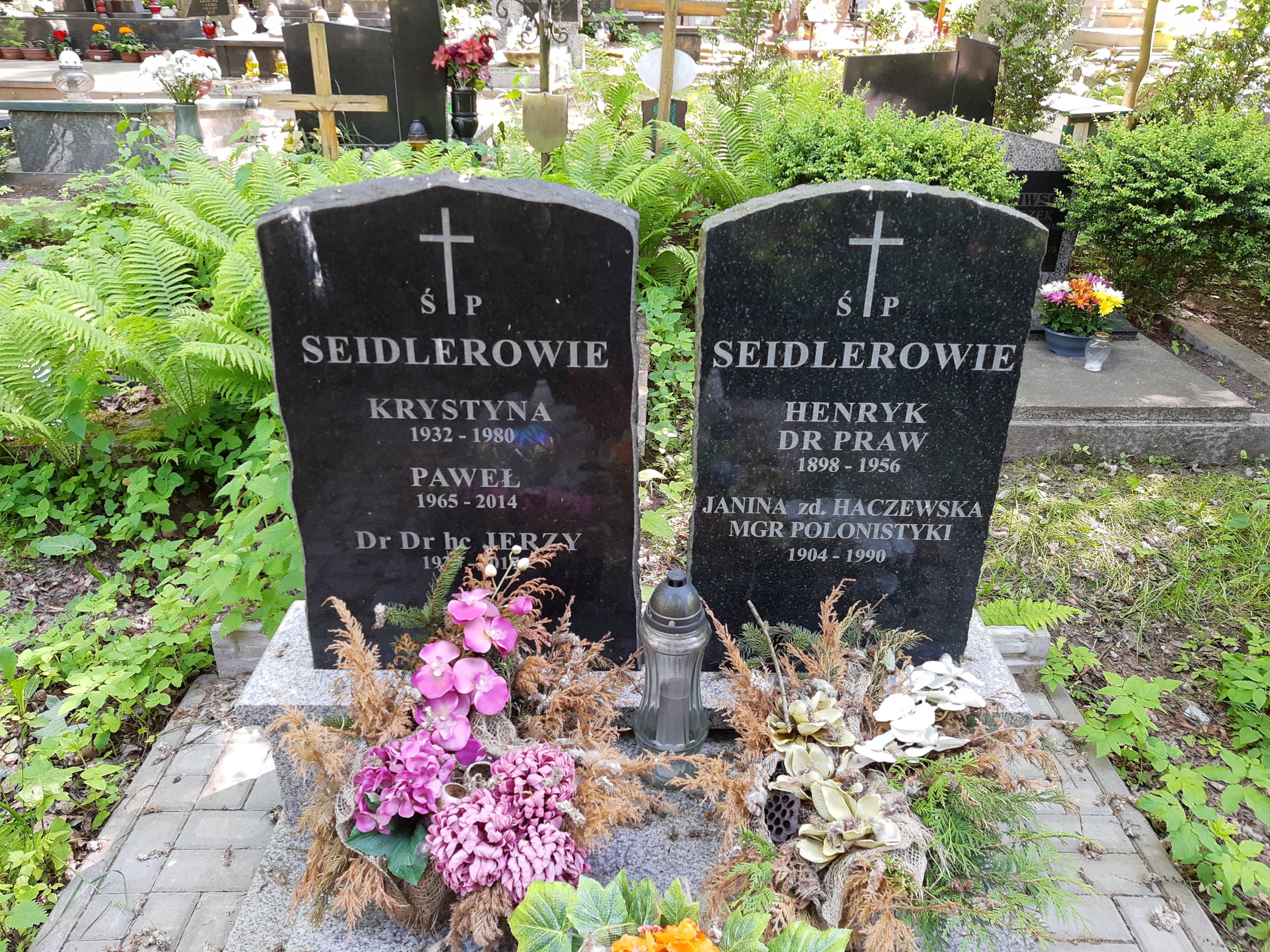
Grób prof. Jerzego Seidlera na cmentarzu Srebrzysko

## Ordery i odznaczenia
- Krzyż Kawalerski Orderu Odrodzenia Polski
- Medal 30-lecia Polski Ludowej[6][8] (1974)[4]
- Medal Komisji Edukacji Narodowej (1973)[9]

## Nagrody i wyróżnienia
- Nagroda Państwowa II stopnia w dziedzinie nauki, techniki oraz kultury i sztuki (1972)[4]

## Upamiętnienie
15 października 2018 w Audytorium nr 2 na Wydziale Elektroniki Telekomunikacji i Informatyki PG została zamontowana tablica pamiątkowa poświęcona prof. Jerzemu Seidlerowi.